# Neoraputia paraensis
Neoraputia paraensis är en vinruteväxtart som först beskrevs av Adolpho Ducke, och fick sitt nu gällande namn av Emmerich och Kallunki. Neoraputia paraensis ingår i släktet Neoraputia och familjen vinruteväxter. Inga underarter finns listade i Catalogue of Life.